# Catarina de Portugal (c.1449-1462/1466)
Catarina (entre 1447 e 1449 - entre 1462 e 1466), foi a última filha do infante D. Pedro de Portugal, 1º Duque de Coimbra, e de D. Isabel de Urgel.
Terá nascido entre 1447 e 1449 (ano em que faleceu o seu pai), uma vez que em 1462 é referida como menor de idade e, de acordo com as Ordenações Afonsinas, a maioridade se atingia aos 15 anos.
Aquando da morte do pai na Batalha de Alfarrobeira (1449) seria, pois, muito nova, refugiando-se com sua mãe e as suas irmãs Beatriz e Filipa em casas religiosas. As suas irmãs tiveram destinos diferentes e Catarina ficou à guarda da sua mãe.
Na cédula testamentária da rainha D. Isabel, sua irmã mais velha, datada de 5 de Fevereiro de 1452, esta pede ao rei D. Afonso V "que sse lenbre de mjnha madre, em tanto desenparo, e mjngua, que a queira enparar e ajudar a soportar seu estado, e asy de minha jrmaã D. Catarina".
Em 5 de Março de 1455 D. Afonso V outorgou uma quantia pecuniária à duquesa viúva de Coimbra para sua manutenção "e de dona Cª sua filha que com ella esta".
Num documento de 1462 a 1.ª Condessa de Atouguia, D. Guiomar de Castro, nomeia D. Catarina como filha do infante D. Pedro e que, à data, era menor de idade e vivia com a sua mãe.
A 16 de Dezembro de 1466 devia já ter falecido, pois não consta do testamento da sua mãe, daquela data.